# Richard Lalande
Richard Lalande, né le 1er mars 1948 à Douai, est un ingénieur français, dirigeant d'entreprises, fondateur en 1987 de la « Société Française du Radiotéléphone » avec Alain Bravo, devenue depuis SFR et dont il est directeur général adjoint.

## Biographie
Richard Lalande est Ingénieur des télécommunications diplômé de l'École polytechnique et de Télécom ParisTech. En outre, il a un DEA de Mathématiques appliquées et un diplôme de docteur-ingénieur en informatique industrielle.
Il commence sa carrière dans l'administration où il passe 10 ans à différents postes à la Direction générale des Télécommunications, au Secrétariat Général du Comité Interministériel pour les Affaires Économiques Européennes (SGCI) et à la DIELI (Ministère de l'Industrie).
En 1983, il entre dans l'industrie des télécommunications (CGCT). En 1987, il rejoint la Compagnie générale des eaux, connue aussi sous le nom de Vivendi, où il se consacre à la création de la « Société Française du Radiotéléphone » (SFR) avant d'en devenir Directeur Général adjoint. En 1995, il est chargé du développement des infrastructures fixes de télécommunications.
Il a été Président de l'Association des opérateurs de réseaux et services de télécommunications de 2004 à 2012.
Depuis janvier 2008, il est Président de la Commission Développement Durable de la Fédération Française des Télécoms.
En 2009, il est Directeur Général Adjoint de SFR Groupe, Président du Réseau Santé Social, de Monaco Telecom et de l'association SMS+.
Depuis juillet 2013,  il est Président d'Initiative Grandes Écoles et Universités association destinée au financement de projets innovants dans le domaine des télécoms et du numérique, membre du réseau Initiative.